# Wiesbadener Zeitung
Die Wiesbadener Zeitung war ein bis 1943 erschienene Tageszeitung in Wiesbaden.
Die Wiesbadener Zeitung führte ihre Geschichte auf die während der Deutschen Revolution von Conrad Joseph Diepenbrock in Wiesbaden gegründete "Freie Zeitung" zurück. Sie erschien erstmals am 3. März 1848. Deren zunächst radikal revolutionäre Ausrichtung mäßigte sich nach wenigen Wochen. Für den 1. Juli 1848 werden rund 2300 Abonnenten genannt, die aber kurz darauf wesentlich zurückgegangen sein müssen. Nach mehreren personellen Wechselnd wurde Julius Oppermann im August 1848 Redakteur der Freien Zeitung und schied am 20. Juli 1850 aus Gesundheitsgründen aus. Seine Nachfolge übernahm Dr. Bölsch, später Max Wirth.
Am 15. Dezember 1851 wurde das Blatt in Mittelrheinische Zeitung umbenannt, wohl um in der Reaktionsära keine revolutionäre Anmutung mehr zu geben. Für 1857 ist eine Auflage von 1100 Exemplaren überliefert. 1855 wurde der Goldschmied und Auswanderungsagent Franz Reisinger Eigentümer des Blatts. Seine Frau hatte es kurz vor der Eheschließung gekauft. Reisinger führte die Zeitung auf einen ausgesprochen regierungsfreundlichen Kurs. Kurz nach der Übernahme durch den neuen Verleger trat Wirth als Chefredakteur ab und wurde durch Christoph Hoeppel ersetzt. Trotz der Nähe zu Regierungspositionen wurde die Mittelrheinische Zeitung nach mehreren Verwarnungen am 3. Februar 1865 für zwei Monate verboten.
In den folgenden Monaten gewann die Nassauische Fortschrittspartei mit ihrem kleindeutschen Programm zunehmenden Einfluss auf die Zeitung. Insbesondere Karl Braun nutzte das Blatt als Sprachrohr. Dies führte zum Ausscheiden des langjährigen, großdeutsch eingestellten Redakteurs Carl Becker, der ein kurzlebiges Konkurrenzprodukt unter dem Titel Neue Mittelrheinische Zeitung gründete. Sein Nachfolger und später Chefredakteur wurde Wolfgang Eras.
Nach der Annexion Nassaus durch Preußen 1866 erschien die Mittelrheinische Zeitung im Verlag Carl Ritter. Gustav von Diest, der preußische Zivilkommissar und spätere Regierungspräsident in Wiesbaden, versorgte das Blatt in den folgenden Monaten wegen dessen preußenfreundlichen Haltung bevorzugt mit Informationen aus der Verwaltung. Im Februar 1867 kam es jedoch zum Bruch zwischen von Diest und der Redaktion. Grund war die oppositionelle Haltung, die die Fortschrittspartei und damit auch die Zeitung in der Frage der Ablösung der feudalen Jagdrechte einnahm. Sie wandten sich entschieden gegen die Vorstellungen der Regierung, die dies nur gegen Ausgleichszahlungen an die Staatskasse umsetzen wollte, und setzte sich damit im Verlauf des Jahres 1867 auch durch. Noch während dieser Auseinandersetzung bewirkte von Diest wegen der Berichterstattung über eine kommunalpolitische Auseinandersetzung in Lenzhahn eine schriftliche Verwarnung an den zuständigen Redakteur.
1874 übernahm Verleger Ritter den in Wiesbaden am 20. November 1866 erstmals erschienenen, politisch konservativen Rheinischen Kurier, der von 1867 an zum bevorzugten offiziösen Blatt unter dem Einfluss von Diests und der Alimentierung durch den preußischen Staat geworden war, und schloss diesen mit der Mittelrheinischen Zeitung zusammen. Am 1. Juli 1874 erschien die erste gemeinsame Ausgabe unter dem Titel Rheinischen Kurier und dem Untertitel Mittelrheinische Zeitung. Die Zeitung gab sich ein liberales Programm, mit dem ausdrücklichen Ziel, zwischen den verschiedenen liberalen Strömungen zu vermitteln. Die Verlegerschaft wechselte später von Ritter zu einer eigenen Verlagsgesellschaft. Im Jahr 1906 erschien die Bezeichnung Wiesbadener Zeitung erneut zunächst als zweiter Untertitel. Zum 1. April 1908 wurde das Blatt komplett auf diesen Titel umbenannt.
Zum 1. August 1912 erwarb der Unternehmer Eduard Bartling über seine Wiesbadener Verlagsanstalt die Wiesbadener Zeitung. Diese hatte zu diesem Zeitpunkt bereits den 1885 gegründeten Wiesbadener Generalanzeiger erworben. Dabei handelte es sich um ein auf Unterhaltung und lokale Meldungen ausgerichtetes Blatt ohne politisches Profil, das insbesondere im Umland der Stadt zahlreiche Leser hatte. Seit 1894 wurde der Generalanzeiger von der Wiesbadener Stadtverwaltung als amtliches Mitteilungsorgan genutzt. Im Jahr 1922 benannte Bartling den Generalanzeiger zu Wiesbadener Neueste Nachrichten um.
1923 folgte die Verschmelzung mit der Wiesbadener Zeitung zur Neuen Wiesbadener Zeitung. Dieses Blatt verstand sich als bürgerlich und stand dem rheinischen Separatismus und der alliierten Besetzung kritisch gegenüber. Im Frühjahr des Jahres 1923 wurde die Neue Wiesbadener Zeitung deshalb mehrfach für wenige Tage verboten. Chefredakteur war Bernhard Grothus. Redaktion und Druckerei befanden sich zu dieser Zeit in der Nikolasstraße (heute Bahnhofstraße). Spätestens von 1925 an war der Titel Teil des Verlagskonzerns von Wolfgang Huck. Im Jahr 1930 erfolgte eine Umbenennung zu Wiesbadener Zeitung. Später wurde Gustav Geissel Besitzer.
Zum 30. April 1936 erfolgte der Verkauf an den Verlag des Nassauer Volksblatts, der NSDAP-Parteizeitung für den Gau Hessen-Nassau, und damit die Einstellung der Wiesbadener Zeitung. Offiziell begründete die Reichspressekammer dies mit einem angeblichen Überangebot von Zeitungen in Wiesbaden.
Vom 1. Juli 1943 an wurde der Name "Wiesbadener Zeitung" erneut verwendet. Dabei handelte es sich aber um den Zusammenschluss des Nassauer Volksblatts mit dem Wiesbadener Tagblatt, der ältesten Zeitung der Stadt. Die Familie Schellenberg, die seit Generationen das Tagblatt herausgebracht hatte, blieb offenbar an dem Verlag beteiligt. Die letzte Ausgabe der Wiesbadener Zeitung erschien am 26. März 1945.